# Bones Pràctiques de Manufactura
S'anomena Bones pràctiques de manufactura o normes GMP (de l'anglès Good Manufacturing Practice) o NCF (en castellà Normas de Correcta Fabricación), un conjunt de normes i procediments a seguir en la indústria farmacèutica per a aconseguir que els productes siguin fabricats de manera consistent i d'acord amb certs paràmetres o estàndards de qualitat.
Aquest sistema es va elaborar per minimitzar errades en la manufactura de productes farmacèutics que no poden ser eliminats en sotmetre el producte a les proves finals que impliquen el control de qualitat final i alliberen el producte, és a dir, abans de ser distribuït.
Les normes GMP comprenen tots els aspectes de la fabricació de productes farmacèutics: des de la compra de matèries primeres al proveïdor, fins a la distribució. Els aspectes més rellevants a complir són: aplicar pràctiques per eliminar contaminacions (microbianes, creuades...) i mantenir la traçabilitat física i documental del producte. El sistema se sol explicar basant-nos en Les 5 M que han de ser de qualitat per donar lloc a un producte o medicament de qualitat: Mà d'obra, Màquines, Materials, Mitjans físics o locals i Mètodes de treball.
Ara es parla de les GMP del segle xxi, que és una visió més evolucionada del simple compliment de normes tradicional. La FDA (Administració d'Aliments i Fàrmacs dels Estats Units) té documents que ajuden a comprendre aquesta nova visió, més moderna i independent de les normatives de qualitat farmacèutica.
A més de productes farmacèutics, es pot estendre aquest concepte a la indústria alimentària i a la indústria química en general. En aquestos casos els principis que s'estableixen busquen assegurar que els procediments d'elaboració de productes estiguin compresos dins dels límits acceptables establerts per les regulacions legals, internes de la fàbrica/laboratori o del mercat.

Vegeu també: GxP